# قلعه عزیزآباد
قلعه عزیز آباد، اثری تاریخی است مربوط به دوره قاجار که در روستای عزیزآباد از توابع دهستان کرند بخش مرکزی شهرستان بشرویه واقع شده‌است. این اثر در تاریخ ۲۶ دی ۱۳۸۶ با شمارهٔ ثبت ۲۰۵۷۰ به‌عنوان یکی از آثار ملی ایران به ثبت رسیده است.